# Latastia caeruleopunctata
Espèce
Synonymes
- Latastia carinata caeruleopunctata Parker, 1935

Latastia caeruleopunctata est une espèce de sauriens de la famille des Lacertidae.

## Répartition
Cette espèce est endémique d'Ogaden en Éthiopie.

## Publications originales
- Parker, 1935 : Two new lizards from Somaliland. Annals and Magazine of Natural History, ser. 10, vol. 16, p. 525-529.